# Acquaviva d’Isernia
Acquaviva d’Isernia – miejscowość i gmina we Włoszech, w regionie Molise, w prowincji Isernia.
Według danych na rok 2004 gminę zamieszkiwało 468 osób, 36 os./km².